# 韋穆爾峰
49°25′19″S 73°2′10″W / 49.42194°S 73.03611°W
韋穆爾峰是南美洲的山峰，位於阿根廷和智利接壤的邊境，處於巴塔哥尼亞地區，屬於安第斯山脈的一部分，東面有別德馬湖，海拔高度2,677米。